# Melpomene coahuilana
Melpomene coahuilana là một loài nhện trong họ Agelenidae.
Loài này thuộc chi Melpomene. Melpomene coahuilana được Willis J. Gertsch & Michael Davis miêu tả năm 1940.